# یواس‌اس بارفیش (اس‌اس-۳۱۲)
یواس‌اس بارفیش (اس‌اس-۳۱۲) (به انگلیسی: USS Burrfish (SS-312)) یک زیردریایی بود که طول آن ۳۱۱ فوت ۶ اینچ (۹۴٫۹۵ متر) بود. این زیردریایی در سال ۱۹۴۳ ساخته شد.